# Кяхтинська мова
Кя́хтинська мо́ва (кяхтинський піджин, російсько-китайський піджин) — піджин, а потім креольська мова; ця мова існувала на межі XIX—XX ст. у районах Приаму́р'я та Забайкалля, що межує з Китаєм (назва — від міста Кяхта).
Лексика кяхтинської мови була переважно російською, одначе граматичний лад — китайським: слова не змінювалися, дієслова вживано у формі імперативу, іменники й займенники у препозиції ставали означеннями — отже, втрачено відмінність між особистими й присвійними займенниками тощо. Відома фраза моя твоя понимай нету (досл. «моя твоя розумій немає») пов'язана з кяхтинським піджином/креолом.
У Китаї деякий час цю мову викладали для потреб посадовців, що торгують із Росією, видавано підручники й існували екзаменаційні комісії (звичайно укладачі посібників при цьому називали кяхтинський піджин «російською мовою». Піджин перестали активно вживати в першій половині XX століття.